# Twice Over
Twice Over, né en 2005, est un cheval de course pur-sang anglais, appartenant à l'écurie Khalid Abdullah.

## Carrière de courses
Twice Over remporte ses deux courses à 2 ans, à Newmarket, avant de s'adjuger les Craven Stakes d'une courte tête devant Raven's Pass. Mais plutôt que disputer les 2000 Guinées, il est rallongé et court les Dante Stakes, connaissant une première défaite dans cette préparatoire au Derby, auquel il ne participe pas non plus. On le retrouve au meeting de Royal Ascot, dans les St. James's Palace Stakes, où il est devancé par Henrythenavigator et Raven's Pass. Twice Over renoue avec le succès en France dans le Prix Eugène Adam, avant de se manquer dans le Prix Guillaume d'Ornano à Deauville. Il conclut sa saison par une deuxième place dans les Champion Stakes, loin derrière par New Approach, le vainqueur du Derby et numéro 1 d'une bien riche génération. 
En 2010, Twice Over ne peut se mettre en évidence, malgré une troisième place dans les Lockinge Stakes, et connait une séreuse déconvenue dans les Eclipse Stakes, apanage du crack Sea The Stars. À l'automne, il reprend du moral en remportant deux petites courses et, requinqué, il remporte son premier groupe 1, les Champion Stakes, à une cote de petit outsider. Dans la foulée, il s'envole vers la Californie pour affronter les Américains dans la Breeders' Cup Classic, lui qui n'a jamais foulé une piste en dirt. Il y obtient une remarquable troisième place derrière la grande championne Zenyatta et Gio Ponti. Son adaptation au dirt incite son entourage à tenter sa chance, pour commencer la saison suivante, dans la Dubaï World Cup, mais ne peut se montrer dangereux dans cette édition remportée par la Brésilienne Gloria de Campeão. De retour en Europe, Twice Over se montre sous son meilleur jour : il ne descend pas du podium en cinq tentatives et remporte deux nouveaux groupe 1 : les Eclipse Stakes et, en fin de saison, les Champion Stakes, dans lesquels il réussit un doublé.  
Toujours vaillant à 6 ans, Twice Over retourne en début d'année à Meydan : il s'impose dans une préparatoire à la Dubaï World Cup mais le jour J il échoue à nouveau, neuvième du Japonais Victoire Pisa. Moins en verve au printemps en Europe, il reprend du poil de la bête à l'été et s'offre un quatrième et dernier groupe 1, les International Stakes. En revanche, il ne peut réaliser un triplé historique dans les Champion Stakes, qui n'a été accompli qu'une fois par Tristan en 1882, 1883 et 1884. Increvable (et sans grande perspective d'étalon en Europe), Twice Over poursuit sa carrière à 7 ans, mais il évolue un ton au-dessous, ne pouvant ajouter une victoire à son palmarès déjà bien fourni. Il prend tout de même la troisième place des Eclipse Stakes et achève sa carrière par une quatrième place dans les Champion Stakes, loin du phénomène Frankel.   

### Résumé de carrière
| Date         | Hippodrome       | Pays        | Course                       | Statut      | Distance    | Jockey            | Place       | Écart       | Vainqueur ou deuxième |
| 2008, 2 ans  | 2008, 2 ans      | 2008, 2 ans | 2008, 2 ans                  | 2008, 2 ans | 2008, 2 ans | 2008, 2 ans       | 2008, 2 ans | 2008, 2 ans | 2008, 2 ans           |
| ------------ | ---------------- | ----------- | ---------------------------- | ----------- | ----------- | ----------------- | ----------- | ----------- | --------------------- |
| 4 octobre    | Newmarket        | Royaume-Uni | Maiden                       |             | 1 600 m     | Richard Hughes    | 1er / 17    | 2           | Austintatious         |
| 2 novembre   | Newmarket        | Royaume-Uni | Zetland Stakes               |             | 2 000 m     | Richard Hughes    | 1er / 8     | 1 ½         | Planetarium           |
| 2009, 3 ans  |                  |             |                              |             |             |                   |             |             |                       |
| 17 avril     | Newmarket        | Royaume-Uni | Craven Stakes                | Gr. 3       | 1 600 m     | Ted Durcan        | 1er / 10    | cte tête    | Raven's Pass          |
| 15 mai       | York             | Royaume-Uni | Dante Stakes                 | Gr. 2       | 2 100 m     | Ted Durcan        | 3e / 6      | 2 ¾         | Tartan Bearer         |
| 17 juin      | Ascot            | Royaume-Uni | St. James's Palace Stakes    | Gr. 1       | 1 600 m     | Ted Durcan        | 3e / 8      | 3 ¼         | Henrythenavigator     |
| 27 juin      | Maisons-Laffitte | France      | Prix Eugène Adam             | Gr. 2       | 2 000 m     | Ted Durcan        | 1er / 10    | 3/4         | City Leader           |
| 23 août      | Deauville        | France      | Prix Guillaume d'Ornano      | Gr. 2       | 2 000 m     | Stéphane Pasquier | 7e / 8      | 8           | Russian Cross         |
| 18 octobre   | Newmarket        | Royaume-Uni | Champion Stakes              | Gr. 1       | 2 000 m     | Tom Queally       | 2e / 11     | 6           | New Approach          |
| 2010, 4 ans  |                  |             |                              |             |             |                   |             |             |                       |
| 16 avril     | Newmarket        | Royaume-Uni | Earl of Sefton Stakes        | Gr. 3       | 1 800 m     | Tom Queally       | 3e / 7      | 5 ½         | Tazeez                |
| 16 mai       | Newbury          | Royaume-Uni | Lockinge Stakes              | Gr. 1       | 1 600 m     | Tom Queally       | 3e / 11     | 1/2         | Virtual               |
| 17 juin      | Ascot            | Royaume-Uni | Prince of Wales's Stakes     | Gr. 1       | 2 000 m     | Tom Queally       | 4e / 8      | 1           | Vision d'État         |
| 4 juillet    | Sandown          | Royaume-Uni | Eclipse Stakes               | Gr. 1       | 2 000 m     | Tom Queally       | 7e / 10     | 17          | Sea The Stars         |
| 9 septembre  | Doncaster        | Royaume-Uni | Condition Stakes             |             | 2 000 m     | Tom Queally       | 1er / 5     | 1 ¾         | Serva Jugum           |
| 23 septembre | Goodwood         | Royaume-Uni | Foundation Stakes            | Listed      | 2 000 m     | Tom Queally       | 1er / 4     | 2 ½         | Perfect Stride        |
| 17 octobre   | Newmarket        | Royaume-Uni | Champion Stakes              | Gr. 1       | 2 000 m     | Tom Queally       | 1er / 14    | 1/2         | Mawatheeq             |
| 7 novembre   | Santa Anita      | États-Unis  | Breeders' Cup Classic        | Gr. 1       | 2 000 m     | Tom Queally       | 3e / 12     | 2 ¼         | Zenyatta              |
| 2011, 5 ans  |                  |             |                              |             |             |                   |             |             |                       |
| 27 mars      | Meydan           | Dubaï       | Dubaï World Cup              | Gr. 1       | 2 000 m     | Tom Queally       | 10e / 14    | 3           | Gloria de Campeão     |
| 16 juin      | Ascot            | Royaume-Uni | Prince of Wales's Stakes     | Gr. 1       | 2 000 m     | Tom Queally       | 2e / 12     | 1/2         | Byword                |
| 3 juillet    | Sandown          | Royaume-Uni | Eclipse Stakes               | Gr. 1       | 2 000 m     | Tom Queally       | 1er / 5     | 1/2         | Sri Putra             |
| 17 août      | York             | Royaume-Uni | International Stakes         | Gr. 1       | 2 080 m     | Tom Queally       | 2e / 9      | 1/2         | Rip Van Winkle        |
| 4 septembre  | Leopardstown     | Irlande     | Irish Champion Stakes        | Gr. 1       | 2 000 m     | Tom Queally       | 3e / 6      | 5 ½         | Cape Blanco           |
| 16 octobre   | Newmarket        | Royaume-Uni | Champion Stakes              | Gr. 1       | 2 000 m     | Tom Queally       | 1er / 10    | 1 ¾         | Vision d'État         |
| 2011, 6 ans  |                  |             |                              |             |             |                   |             |             |                       |
| 3 mars       | Meydan           | Dubaï       | Al Maktoum Challenge Round 3 | Gr. 2       | 2 000 m     | Tom Queally       | 1er / 14    | 2 ¾         | Musir                 |
| 26 mars      | Meydan           | Dubaï       | Dubaï World Cup              | Gr. 1       | 2 000 m     | Tom Queally       | 9e / 14     | 5           | Victoire Pisa         |
| 14 mai       | Newbury          | Royaume-Uni | Lockinge Stakes              | Gr. 1       | 1 600 m     | Tom Queally       | 6e / 7      | 9 ¾         | Canford Cliffs        |
| 15 juin      | Ascot            | Royaume-Uni | Prince of Wales's Stakes     | Gr. 1       | 2 000 m     | Tom Queally       | 5e / 7      | 17          | Rewilding             |
| 23 juillet   | York             | Royaume-Uni | York Stakes                  | Gr. 2       | 2 080 m     | Tom Queally       | 1er / 7     | 1 ¼         | Ransom Note           |
| 17 août      | York             | Royaume-Uni | International Stakes         | Gr. 1       | 2 080 m     | Ian Mongan        | 1er / 5     | 3/4         | Midday                |
| 15 octobre   | Newmarket        | Royaume-Uni | Champion Stakes              | Gr. 1       | 2 000 m     | Ian Mongan        | 10e / 12    | 10          | Cirrus des Aigles     |
| 2012, 7 ans  |                  |             |                              |             |             |                   |             |             |                       |
| 19 avril     | Newmarket        | Royaume-Uni | Earl of Sefton Stakes        | Gr. 3       | 1 800 m     | Tom Queally       | 2e / 9      | tête        | Questioning           |
| 28 avril     | Sandown          | Royaume-Uni | Gordon Richards Stakes       | Gr. 3       | 2 000 m     | Tom Queally       | 3e / 9      | 9           | Colombian             |
| 7 juillet    | Sandown          | Royaume-Uni | Eclipse Stakes               | Gr. 1       | 2 000 m     | Tom Queally       | 3e / 9      | 3 ¼         | Nathaniel             |
| 22 août      | York             | Royaume-Uni | International Stakes         | Gr. 1       | 2 080 m     | Ian Mongan        | 4e / 9      | 13          | Frankel               |

## Au haras
À l'issue de sa carrière de course, Twice Over est immédiatement vendu en Afrique du Sud pour y faire la monte. Il y réalise une bonne carrière, donnant plusieurs vainqueurs de groupe 1 dont le champion Do It Again, double vainqueur du Durban July, lauréat du Queen's Plate et du Gold Challenge.

## Origines
Twice Over est avec la sprinteuse African Rose l'un des deux vainqueurs de groupe 1 issus du miler Observatory, vainqueur des Queen Elizabeth II Stakes et du Prix d'Ispahan pour la casaque Abdullah. La mère, Double Crossed, avait montré un peu de qualité, se plaçant au niveau Listed. Twice Over est son troisième produit, mais les autres n'ont pu se mettre en évidence en compétition. Il faut remonter jusqu'à la troisième mère, Lost Virtue, pour trouver des chevaux de grand talent, puisque celle-ci est la mère de All At Sea (Prix du Moulin de Longchamp, deuxième des Oaks et des International Stakes).

### Pedigree
| Origines de Twice Over (GB), mâle bai brun né en 2005 | Origines de Twice Over (GB), mâle bai brun né en 2005 | Origines de Twice Over (GB), mâle bai brun né en 2005 | Origines de Twice Over (GB), mâle bai brun né en 2005 |
| ----------------------------------------------------- | ----------------------------------------------------- | ----------------------------------------------------- | ----------------------------------------------------- |
| Père Observatory                                      | Distant View                                          | Mr. Prospector                                        | Raise a Native                                        |
| Père Observatory                                      | Distant View                                          | Mr. Prospector                                        | Gold Digger                                           |
| Père Observatory                                      | Distant View                                          | Seven Springs                                         | Irish River                                           |
| Père Observatory                                      | Distant View                                          | Seven Springs                                         | La Trinité                                            |
| Père Observatory                                      | Stellaria                                             | Roberto                                               | Hail to Reason                                        |
| Père Observatory                                      | Stellaria                                             | Roberto                                               | Bramalea                                              |
| Père Observatory                                      | Stellaria                                             | Victoria Star                                         | Northern Dancer                                       |
| Père Observatory                                      | Stellaria                                             | Victoria Star                                         | Solometeor                                            |
| Mère Double Crossed                                   | Caerleon                                              | Nijinsky                                              | Northern Dancer                                       |
| Mère Double Crossed                                   | Caerleon                                              | Nijinsky                                              | Flaming Page                                          |
| Mère Double Crossed                                   | Caerleon                                              | Foreseer                                              | Round Table                                           |
| Mère Double Crossed                                   | Caerleon                                              | Foreseer                                              | Regal Gleam                                           |
| Mère Double Crossed                                   | Quandary                                              | Blushing Groom                                        | Red God                                               |
| Mère Double Crossed                                   | Quandary                                              | Blushing Groom                                        | Runaway Bride                                         |
| Mère Double Crossed                                   | Quandary                                              | Lost Virtue                                           | Cloudly Dawn                                          |
| Mère Double Crossed                                   | Quandary                                              | Lost Virtue                                           | Aunt Tilt (famille 8-h)                               |